# Frank Kane
Pour les articles homonymes, voir Kane.
Œuvres principales
Série Johnny Liddell
Frank Kane (né le 19 juillet 1912 à New York aux États-Unis et mort le 29 novembre 1968 à New York) est un écrivain américain de romans policiers, producteur de radio et de télévision.

## Biographie
Frank Kane commence sa carrière d’écrivain par des nouvelles publiées dans les pulps.
En 1944, dans Crack Detective, il crée le personnage de Johnny Liddell, détective privé qu’il reprendra en 1947 dans le roman About Face, début d’une série de 30 romans.
Parallèlement, Frank Kane écrit des scénarios pour des séries radios (The Shadow, The Fat Man…) et télévisées (Mike Hammer).

## Ouvrages traduits en français

### SérieJohnny Liddell

#### Romans
- Ni vu, ni connu, (About Face'', 1947), Série noire no 127, 1952
- Le Vert sied aux rousses, (Green Light for Death, 1949), La Tour de Londres no 43 (réédité sous le titre Visa pour la morgue, Inter-Police no 1)
- Comme des mouches !, (Slay Ride, 1950), Série noire no 94, 1951
- Blindé, (Bullet Proof, 1951), Série noire no 142, 1952
- Envoyez, c'est pesé !, (Dead Weight, 1951), Série noire no 100, 1951
- Impair et Manque, (Bare Trap, 1952), Inter-Police no 44, 1961
- Poisons inconnus, (Poisons Unknown, 1953), Un mystère no 380, 1954
- Alibi, quartier chinois, (Grave Danger, 1954), Inter-Police no 34, 1960
- Diamants et Massacres, (Red Hot Ice, 1955), Inter-Police no 5, 1959
- Une cicatrice en dents de scie, (A Real Gone Guy, 1956), Inter-Police no 10, 1960
- Une photo explosive, (Trigger Mortis, 1958), Inter-Police no 23, 1960
- Piège pour journaliste, (A Short Bier, 1960), Inter-Police no 50, 1961
- Attention ! Liste noire, (Due or Die, 1961), Inter-Police no 86, 1963
- Requiem pour un play-Boy, (The Mourning After, 1961), Inter-Police no 81, 1963
- Drôles de briques, (Deads Rite, 1962), Inter-Police no 99, 1963
- Une femme à scandale, (Johnny Come Lately, 1963), Inter-Police no 98, 1963
- La fosse est pleine, (Barely Seen, 1964), Série noire no 1030, 1966
- Chambrage Maison, (The Guilt-edged Frame, 1965), Série noire no 1154, 1967 (sous le titre Le dragon aime l'opium chez Inter-Presse, collection Tonnerre, 1966)
- La Mort aux dents, (Margin for Terror, 1966), Série noire no 1220, 1968

#### Nouvelles
- Filles à louer, (Frozen Grin, 1953), Suspense no 6, 1956
- Un paquet pour Al Zito, (A Package for Mr Big, 1954), Le Saint détective magazine no 13, 1956
- Mort deux fois, (Return Engagement, 1955), Le Saint détective magazine no 98, 1963
- À nettoyer, (Make it Neat, 1955), Suspense no 4, 1956
- À deux tranchants, (Sleep Without Dreams, 1956), Suspense no 19, 1957
- Le Doigt sur la détente, (Trigger Mortis, 1959), Minuit no 3, 1959
- Coup monté, (Big Steal, 1962), Alfred Hitchcock magazine no 29, 1964

### Autres romans
- Une spécialiste en corruption, (Syndicate girl, 1958), Inter-Police no 76, 1958
- Restez couverts ! , (The line-up, 1960), Série noire no 583, 1960

## Adaptation
Phil Karlson a réalisé le film Key Witness basé sur un roman de Frank Kane.

## Scénarios
Frank Kane participe à l’écriture de 23 épisodes de la série télévisée Mike Hammer :

### Saison 1 – 1958
- Death Gets a Diploma, épisode 4, réalisé par Richard Irving
- Dead Men Don't Dream, épisode 6, réalisé par Joe Parker
- Letter Edged in Blackmail, épisode 7, réalisé par Boris Sagal
- Death Takes an Encore, épisode 8, réalisé par Richard Irving
- Lead Ache, épisode 9, réalisé par Richard Irving
- A Grave Undertaking, épisode 11, réalisé par Boris Sagal
- Stay Out of Town, épisode 13, réalisé par Boris Sagal
- Skinned Deep, épisode 15, réalisé par Richard Irving
- Peace Bond, épisode 16, réalisé par John English
- Play Belles Toll, épisode 17, réalisé par Boris Sagal
- Music to Die By, épisode 19, réalisé par Boris Sagal
- Final Curtain, épisode 26, réalisé par Richard Irving
- A Detective Tail, épisode 27, réalisé par Boris Sagal
- It's an Art, épisode 28, réalisé par Boris Sagal
- No Pockets in a Shroud, épisode 30, réalisé par Boris Sagal
- Crepe for Suzette, épisode 34, réalisé par Boris Sagal
- Letter of the Weak, épisode 36, réalisé par Boris Sagal

### Saison 2 – 1959
- Baubles, Bangles and Blood, épisode 1, réalisé par Richard Irving
- Accentuate the Negative, épisode 2, réalisé par Earl Bellamy
- I Ain't Talkin', épisode 3, réalisé par Boris Sagal
- Aces and Eights, épisode 5, réalisé par Boris Sagal
- Shoot Before You Look, épisode 18, réalisé par Ray Nazarro
- A Mugging Evening, épisode 36, réalisé par William Witney